# Eduard Lucas

Karl Friedrich Eduard Lucas (* 19. Juli 1816 in Erfurt; † 24. Juli 1882 in Reutlingen) war ein deutscher Pomologe des 19. Jahrhunderts.

## Leben und Familie

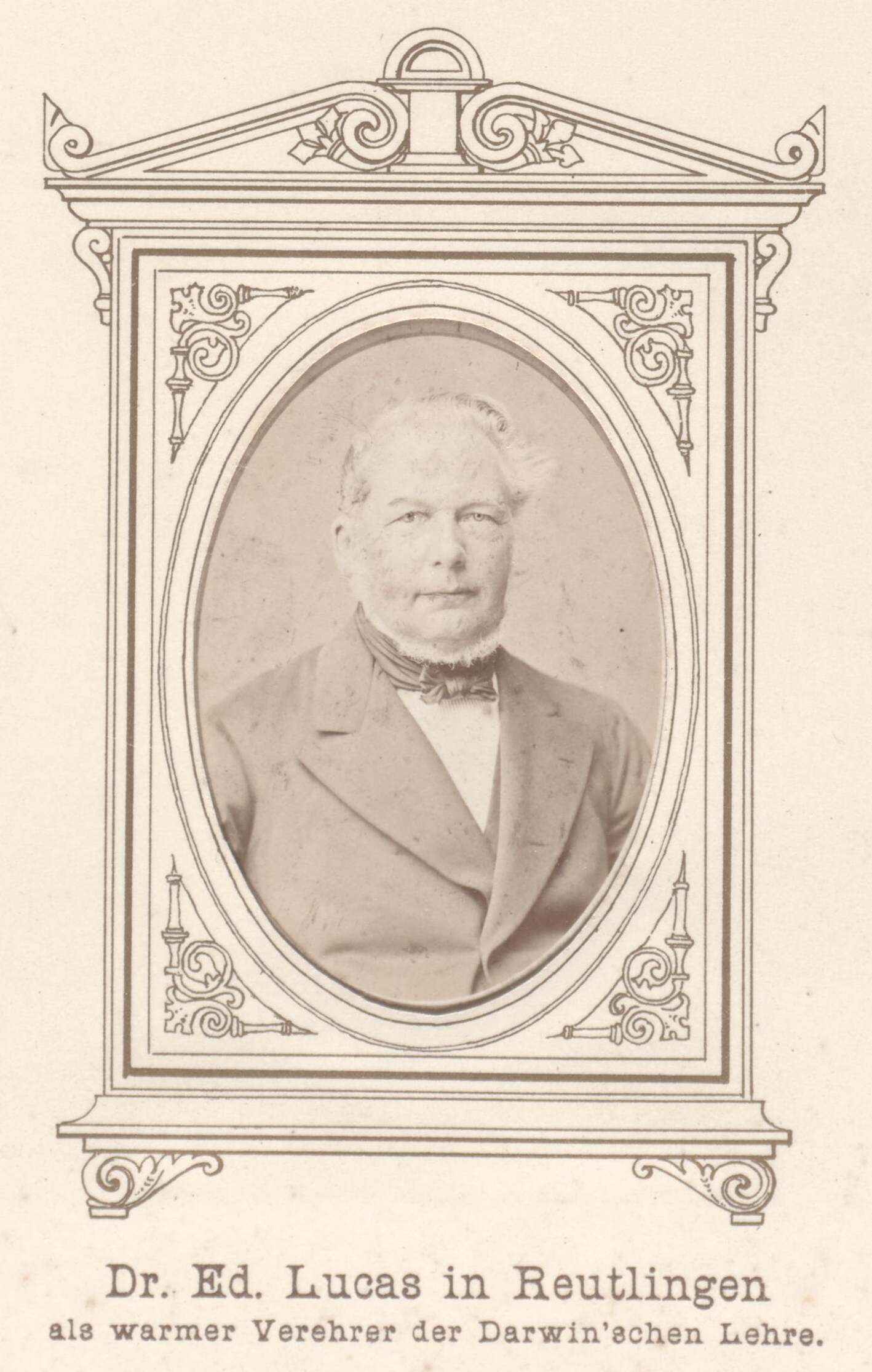
Karl Friedrich Eduard Lucas, 1876

Lucas wurde am 19. Juli 1816 als Sohn des Erfurter Arztes Carl Friedrich Lucas und dessen Frau Charlotte Maximiliane Josepha Borberrg geboren. Beide Eltern verstarben im Jahr 1826, wodurch Lucas schon im Alter von 10 Jahren Vollwaise wurde. Nach dem Tod der Eltern lebte Lucas im Haushalt seines Onkels, des Apothekers Christian Lucas, der Inhaber der Erfurter Mohrenapotheke war. Er interessierte sich bereits als Jugendlicher für Gärtnerei und Botanik und besuchte regelmäßig die Erfurter Gärtnerei von Friedrich Adolph Haage jun. Bereits mit 15 Jahren brach er den Besuch des Gymnasiums in Erfurt ab und wandte sich seinem Lebensinteresse, der Gärtnerei, zu.
Am 9. November 1841 heiratete Eduard Lucas in Regensburg Walburga Rueff (1821–1903), die älteste Tochter von Joseph Rueff (1791–1840), einem Münchner Hauptmann und Oberfeuerwerksmeister, die er während seiner Tätigkeit am Botanischen Garten in München kennengelernt hatte. Am 30. Oktober 1842 wurde das erste Kind, der Sohn Friedrich geboren, der später die vom Vater gegründete Lehranstalt für Gartenbau, Obstkultur und Pomologie in Reutlingen weiterführte. Das Paar bekam noch drei weitere Kinder, die Töchter Luise, Julie und Agnes.
Im Frühjahr 1882 des Jahres erkrankte Eduard Lucas an Peliosis rheumatica und reiste im Juni zu einer Kur im Kurhotel Kainzenbad bei Partenkirchen, die er aber nach fünf Wochen wegen der weiteren Verschlechterung seines Gesundheitszustandes abbrechen musste. Er starb am 24. Juli 1882 im Alter von 66 Jahren in Reutlingen. Sein Grab befindet sich auf dem Friedhof „Unter den Linden“ in Reutlingen.

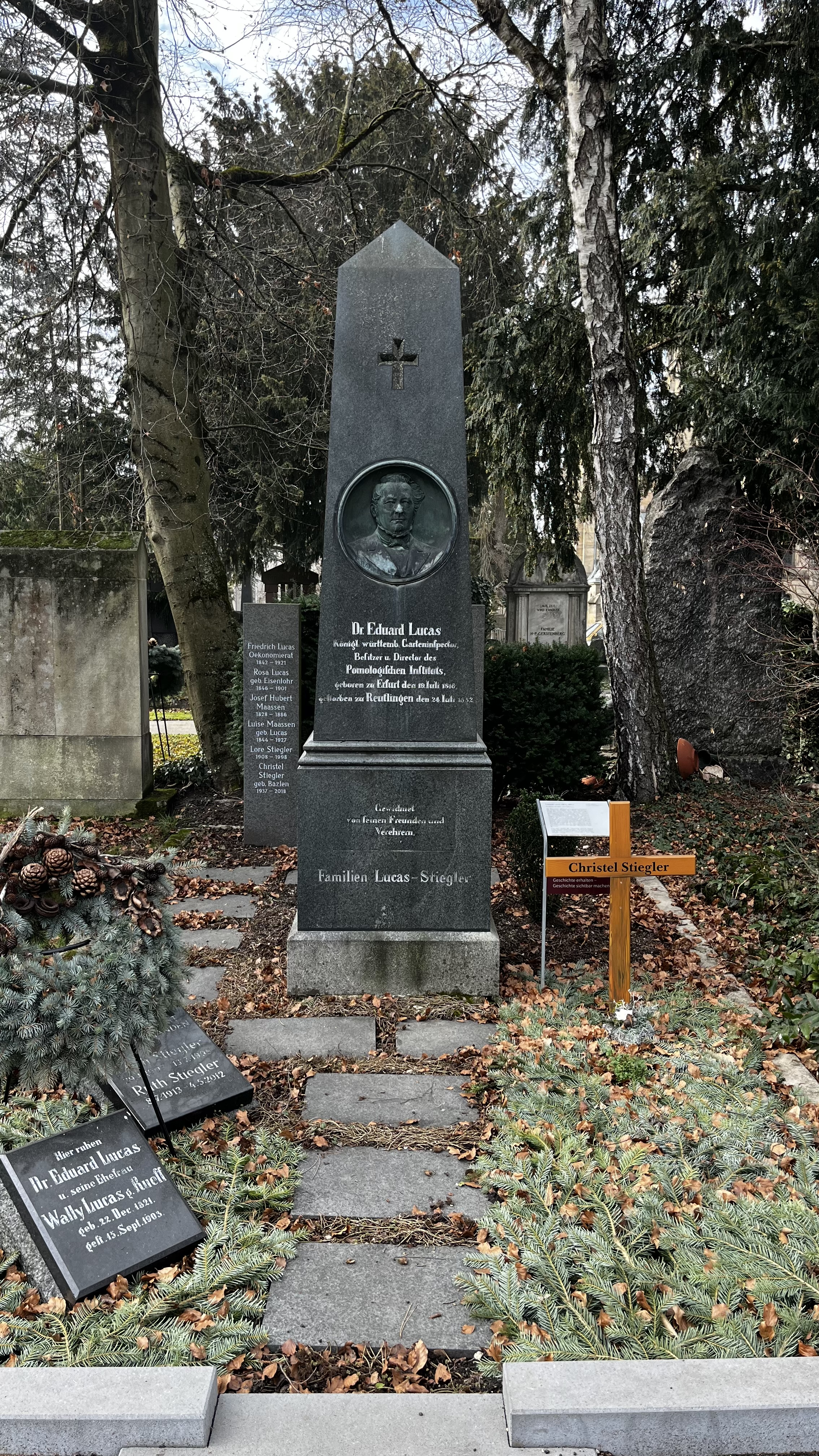
Grabmal der Familie Lucas auf dem Friedhof "Unter den Linden"

## Gärtnerischer Werdegang

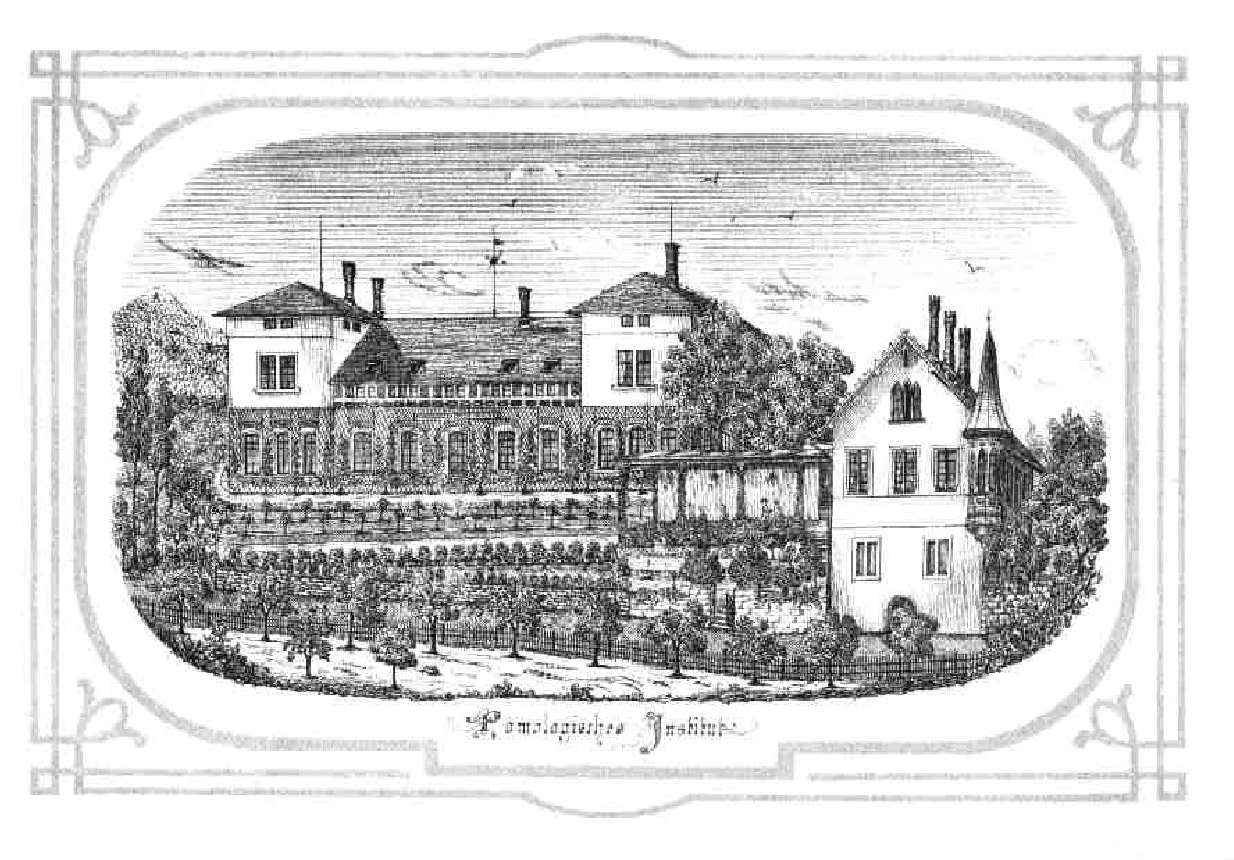
Hauptgebäude des Pomologischen Instituts und Wohnhaus der Familie Lucas

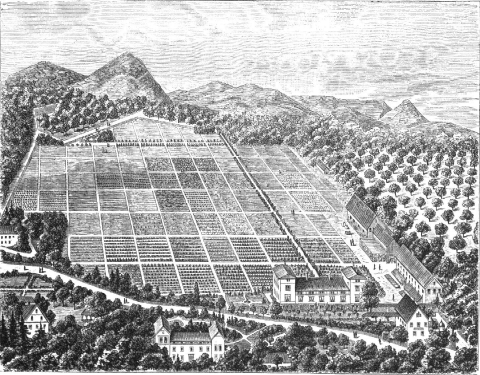
Pomologisches Institut mit Baumschule, Obstmustergarten, Arboretum und Beerenobstgarten

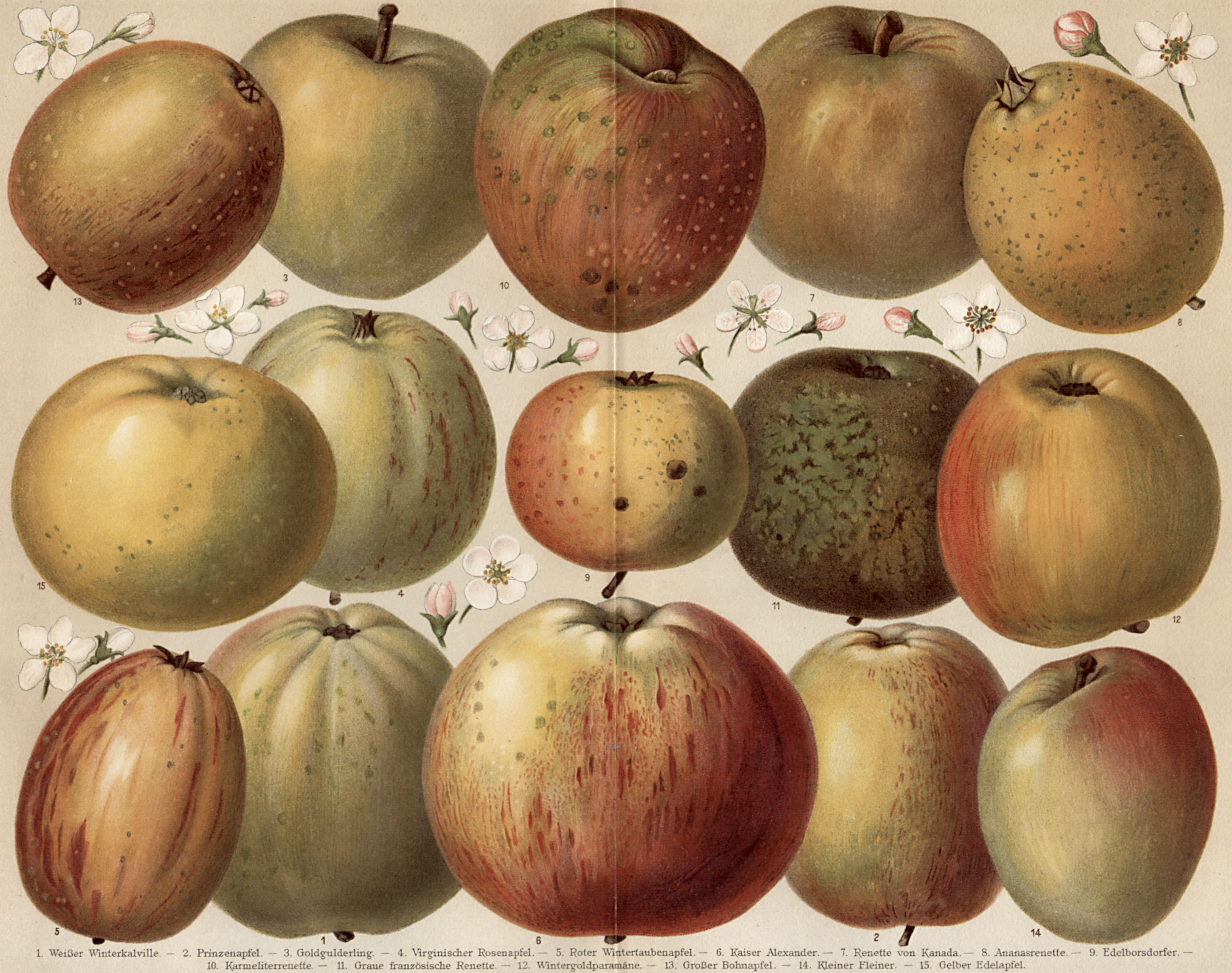
Apfelsorten nach dem pomologischen System Diel-Lucas

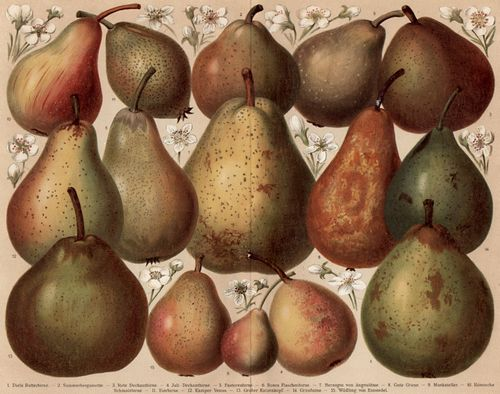
Birnensorten nach dem pomologischen System von Eduard Lucas

Auf Vermittlung von Friedrich Haage trat er im April 1831 eine dreijährige Lehrzeit bei dem Hofgärtner Eduard Richter im Luisium in Dessau an. Er befasste sich hier vor allem mit der Kultur von Blumen und Gemüseanbau und betreute auch ein Gewächshaus mit exotischen Pflanzen sowie ein Weintreibhaus, lernte in der Ausbildung aber sonst wenig über Obstbau.
Nach der Ausbildung nahm er zunächst eine Stelle als Gärtnergehilfe bei der Handelsgärtnerei A. Bergemann in Frankfurt (Oder) an, wechselte aber nach nur drei Monaten an den Botanischen Garten der Universität Greifswald. Hier arbeitete er bis September 1835 unter dem Gärtner Johann
Gottfried Langguth und dem Direktor Professor Dr. Christian Friedrich Hornschuch, der ein Freund seines Onkels war. Er nahm an botanischen Vorlesungen und Exkursionen teil.
Im September 1835 kehrte er in seine Heimatstadt Erfurt zurück und arbeitete als Gärtnereigehilfe in der Handelsgärtnerei Friedrich Adolph Haage jun., die damals eine der bedeutendsten deutschen Gärtnereien war. Die Gärtnerei war besonders auf Zierpflanzen spezialisiert und unterhielt eine umfangreiche Kakteensammlung, so dass Lucas hier Erfahrungen mit deren Kultur sammeln konnte. Im Herbst 1836 schickte Haage ihn in die Salzburger Alpen, um dort Pflanzen und Samen für einen in der Gärtnerei angelegten Felsengarten zu sammeln. Auf der siebenwöchigen Reise besuchte er verschiedene Gärtnereien, Gartenanlagen sowie die Botanischen Gärten in Erlangen, Regensburg und München. In München lernte er den Vorstand des Botanischen Gartens von Martius kennen. Der Bericht über die Reise mit einer Beschreibung der besichtigten Gärten in der Berliner Allgemeinen Gartenzeitung im Jahr 1837 ist Lucas erste Veröffentlichung.
Der leitende Gärtner des Botanischen Gartens München, Seitz vermittelte Lucas eine Gehilfenstelle, die er am 1. April 1838 antrat. Er betreute den Kleinen Garten, der einige Glashäuser, ein Kakteenhaus und eine Anlage für Gemüsebau umfasste. Durch seine umsichtigen Kulturmethoden gelang es Lucas, die ihm anvertrauten kümmernden Kakteen- und Palmenkulturen wieder in einen guten Zustand zu versetzen, wodurch die Professoren für Botanik von Martius und Zuccarini auf ihn aufmerksam wurden. Diese ermöglichten ihm aufgrund des gewonnenen Vertrauens die Teilnahme an botanischen Vorlesungen und Exkursionen an der Universität München.
Lucas unternahm gärtnerische Kulturversuche, bei denen er der Pflanzerde Kohlenstaub zusetzte. Dabei beobachtete er, dass die so kultivierten Pflanzen sich durch besondere Wüchsigkeit auszeichneten. Die Ergebnisse konnte er auf Vermittlung des Chemikers A. Buchner in einer pharmazeutischen Zeitschrift veröffentlichen. Auf diese Publikation wurde Justus von Liebig aufmerksam, der den Text daraufhin in sein bekanntes Werk Die organische Chemie in ihrer Anwendung auf Agricultur und Physiologie aufnahm.
1841 vermittelte ihm von Martius eine Anstellung als Leiter des botanischen Gartens in Regensburg. Neben dem Botanischen Garten befand sich das Regensburger Waisenhaus, dessen Vorstand Wendelin Geiger, ein katholischer Geistlicher, Lucas erste Kenntnisse über Obstbau und Pomologie vermittelte. Im Jahr 1843 wurde er als Institutsgärtner an die neu gegründete Gartenbauschule der Landwirtschaftliche Unterrichts-, Versuchs- und Musteranstalt Hohenheim berufen. Neben der Pflege der Obstbaumschule und der Obstkulturen des botanisch-ökonomischen Gartens und des Samenmagazins, gehörte auch der Unterricht in Obstbaumzucht, Gemüsebau, Zierpflanzenbau und Botanik zu seinen Aufgaben. Während er durch seine Ausbildung und bisherige Berufserfahrung mit den Themen Zierpflanzenbau und Botanik vertraut war, musste er sich zur Vorbereitung auf die Vorlesungen und Demonstrationen im Fachgebiet Obstbau intensiv in dieses Thema einarbeiten.
1859/60 gründete er in Reutlingen eine private Lehranstalt für Gartenbau, Obstkultur und Pomologie. Lucas war Geschäftsführer des von ihm gegründeten Deutschen Pomologen-Vereins und mit Oberdieck Herausgeber der Pomologischen Monatshefte. Er entfaltete auf dem Gebiet des Obstbaus eine reichhaltige schriftstellerische Tätigkeit.
Er verbesserte und erweiterte das von Adrian Diel entwickelte Dielsche-System zur Kategorisierung und Bestimmung von Apfelsorten, das daher auch als System Diel-Lucas bezeichnet wird. Außerdem entwickelte er ein pomologisches System für Birnen und Pflaumen.

## Ehrungen und Nachwirken

### Ehrungen zu Lebzeiten
Im Jahr 1853 wurde Lucas durch König Wilhelm von Württemberg der Titel Königlicher Garteninspektor und 1858 die Goldene Civilverdienstmedaille des Königreichs Württemberg verliehen. Für seine Verdienste zu den Themen Obstbau und Pomologie wurde er im Jahr 1866 von der K.K. Landwirthschaftsgesellschaft in Wien mit der Grossen silbernen Gesellschaftsmedaille ausgezeichnet.
Am 15. Juli 1866 verlieh ihm die Naturwissenschaftliche Fakultät der Universität für seine Verdienste bei seiner Lehrtätigkeit über Pflanzenzucht sowie die Förderung der Obstkultur anlässlich seines 50. Geburtstages die Ehrendoktorwürde. Er war damit der erste Gärtner, dem eine Ehrendoktorwürde zuteilwurde.
Außerdem wurde Lucas die Meisterurkunde des Frankfurter Hochstifts für Wissenschaft und allgemeine Kunst im Goethe Haus verliehen.

### Posthume Ehrungen
Zum ersten Jahrestag von Lucas Tod rief Eugen Ulmer, Lucas ehemaliger Verleger, in mehreren Fachzeitschriften, darunter den Pomologischen Monatsheften und der Garten-Zeitung zur Errichtung eines Denkmals auf dessen Grab auf und bat um Spenden. Der Aufruf war von zahlreichen Obstbauwissenschaftlern, Baumschulisten und Pomologen unterzeichnet. Das Denkmal wurde am 6. April 1885 unter großer Anteilnahme enthüllt und steht noch heute auf dem Reutlinger Friedhof.
Am ehemaligen Wohnhaus der Familie Lucas in der Friedrich-Ebert-Straße in Reutlingen befindet sich eine Gedenktafel zur Erinnerung an Eduard Lucas und seinen Sohn Friedrich Lucas. Vor dem Gebäude des ehemaligen Pomologischen Instituts in der heutigen Parkanlage Pomologie steht ein Gedenkstein für Eduard Lucas.
In Reutlingen gibt es einen Eduard-Lucas-Weg, der über Steintreppen direkt auf das Hauptgebäude des ehemaligen Pomologischen Instituts zuführt. Im Vorfeld der Reichsgartenschau 1938 Gruga-Park wurde die ehemalige Wolfgangstraße in Essen im Jahr 1937 zu Ehren von Eduard Lucas in Eduard-Lucas-Straße umbenannt.
Auch in seiner Geburtsstadt Erfurt erfuhr sein Leben und Wirken Ehrung. Im Ortsteil Marbach trägt seit 2017 eine Straße seinen Namen.

### Obstsorten

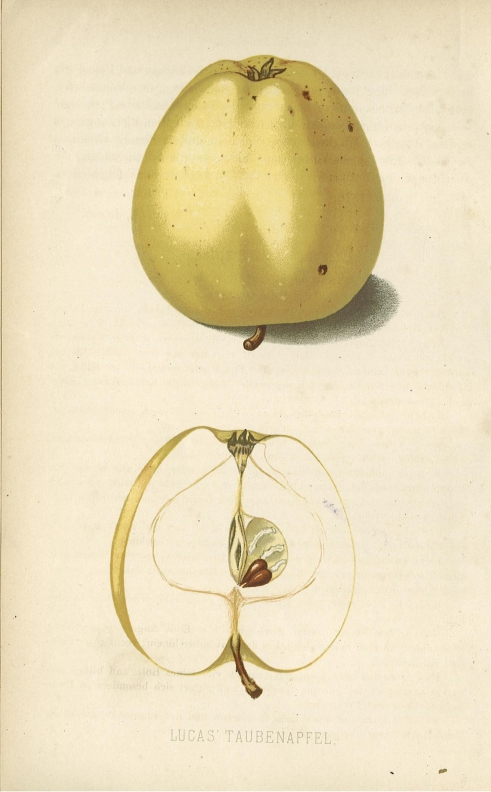
Lucas Taubenapfel, Abbildung aus den Pomologischen Monatsheften, 1877

Zu Ehren von Eduard Lucas wurden verschiedene Obstsorten benannt, die zum Teil durch ihn erstbeschrieben wurden:
- Lucas gestreifter Rosenapfel[25]
- Lucas Königspflaume[26]
- Lucas Taubenapfel[27]
- Dr. Lucas’ Pfirsich[28]
- Dr. Lucas Birne[29]
- Lucas Frühtraube[30]
- Lucas Borsdorfer[31]

### Eduard-Lucas-Medaille
Nach Eduard Lucas ist die Eduard-Lucas-Medaille benannt, die vom „Verein zur Erhaltung und Förderung alter Obstsorten – Rettet die Champagner Bratbirne e. V.“ an Preisträger verliehen wird, die sich im Sinne Eduard Lucas’ um Streuobstbau und Sortenerhaltung verdient gemacht haben. Die Medaille wurde zum ersten Mal im Jahr 2007 anlässlich des 125. Todestages von Eduard Lucas verliehen und wird seitdem jährlich vergeben.
Bisher wurde die Medaille an folgende Personen verliehen:
- 2007 Eckardt Fritz, Bavendorf[33]
- 2008 Beate Holderied, Weil im Schönbuch[34]
- 2009 Manfred Walz, Darmsheim / Sindelfingen[35]
- 2010 Franz Just, Reutlingen[36]
- 2011 Konrad Hauser, Singen-Beuren[37]
- 2012 Helmut Müller, Besigheim[38]
- 2013 Rudolf Thaler, Bissingen an der Teck[39]
- 2014 August Kottmann, Bad Dietzenbach-Gosbach[40]
- 2015 Thomas Bosch, Überlingern[40]
- 2016 Hans Letulé, Geisingen[40]
- 2017 Markus Zehnder, Zollernalbkreis[40]
- 2018 Familie Geng, Staufen[40]
- 2019 Hermann Schreiweis[40]
- 2020 Alexander Ego, Biberach[40]
- 2021 Ulrich Schroefel, Reutlingen
- 2022 Alfred Binder, Rietenau[41]
- 2023 Luise Wirsching[42]
- 2024 Günter Kolb, Heidelsheim[43]
- 2025 Erwin Holzer, Bad Schönborn[44]

## Werke

### Als Autor
- Die Lehre von der Obstbaumzucht auf einfache Gesetze zurückgeführt. Mit drei Tafeln Abbildungen. Metzler, Stuttgart 1844 
ab 2. Aufl. mit dem Untertitel: Ein Leitfaden für Vorträge über Obstcultur und zum Selbstunterricht / von Eduard Lucas und Friedrich Medicus (= Band 3 in der Bibliothek für Landwirthschaft und Gartenbau)
  - 2., sehr verb. u. erw. Aufl. 1862
  - 4., verm. Aufl. 1869 (Vereinsgabe des deutschen Pomologen-Vereins)
  - 5. Aufl. 1873 mit geändertem Haupttitel: Die Lehre vom Obstbau auf einfache Gesetze zurückgeführt
- Populäre Anleitung zum ländlichen Gartenbau als Mittel zu Erhöhung des Wohlstandes und zur Landesverschönerung / im Auftrag der Königl. württembergischen Centralstelle für die Landwirthschaft bearbeitet. Metzler, Stuttgart 1849
- Bericht über die landwirthschaftliche Producten-Ausstellung in Canstatt in Spätsommer 1850 / Erstattet an die K. württembergische Centralstelle für die Landwirtschaft von der für die Ausstellung bestellten Commission und verfaßt von Eduard Lucas. Müller, Stuttgart 1851
- Die Gemeindebaumschule. Eine gemeinfaßliche Dienstanweisung für Gemeindebaumschulwärter / im Auftrag der K. W. Centralstelle für die Landwirthschaft bearbeitet. Köhler, Stuttgart 1852 
Später unter dem Titel: Die Kreis- oder Bezirks-Baumschule
- Ueber die Mängel und Hindernisse des Obstbau’s und über die Mittel zu deren Abhülfe mit besonderer Berücksichtigung der rauheren Gegenden Württembergs / im Auftrag der Königl. Centralstelle für die Landwirthschaft bearbeitet. Köhler, Stuttgart 1853
  - 2., verm. Aufl. 1854
- Die Kernobstsorten Württembergs. Eine systematische Uebersicht derselben, mit kurzer Beschreibung und mit Bemerkungen über ihre verschiedenen Benennungen, ihre Verbreitung und über ihre Verwendungsarten / im Auftrag der K. Centralstelle für die Landwirthschaft bearbeitet. Köhler, Stuttgart 1854
- Die Obstbenutzung, eine gemeinfaßliche Anleitung zur wirthschaftlichen Verwendung unserer wichtigeren Obstsorten / im Auftrag der Königlichen Centralstelle für die Landwirthschaft. Aue (Köhler), Stuttgart 1856
- Beiträge zur Hebung der Obstcultur / von Oberdieck und Ed. Lucas. Mit der lithographirten Abbildung eines pomologischen Gartens. Aue, Stuttgart 1857
- Die Lehre vom Baumschnitt für die deutschen Gärten bearbeitet. Mit 6 lithographirten Tafeln und 91 Holzschnitten. Dorn, Ravensburg 1867
  - 7., umgearb. u. verm. Aufl. / von Friedrich Lucas. Ulmer, Stuttgart 1899
- Die Beschädigung unserer Obstbäume durch Schneedruck, die nothwendigen Hülfsmittel und die möglichen Vorbeugungsmittel. Vortrag, gehalten im Gewerbe-Verein in Reutlingen am 17. November 1868, Ulmer, Ravensburg 1868
- Der Cider oder Obstwein. Kurze Zusammenstellung der verschiedenen Bereitungsarten und Rathschläge zu einer rationellen Darstellung und Behandlung desselben, Ulmer, Ravensburg 1869
- Vollständiges Handbuch der Obstcultur, Ulmer, Ravensburg [ab 1871: Stuttgart]
  - [1. Aufl.] 1869
Neuauflage unter dem Titel: Lucas’ Anleitung zum Obstbau
  - 32. Aufl. 2002 / von Fritz Winter. Überarb. von einem Autorenkollektiv. Hrsg. Hermann Link, ISBN 3-8001-5545-1
- Die wichtigsten Veredlungsarten. Theoretisch praktische Anleitung zur Veredlung unserer Obstbäume. Als erläuternder Text zu der „Wandtafel der Veredlungsarten“. Ulmer, Ravensburg 1871
- Die Erziehung der jungen Obstbäume und die wichtigsten künstlichen Baumformen. Erläuternder Text zu der betreffenden Wandtafel. Ulmer, Stuttgart 1875
- Einleitung in das Studium der Pomologie für angehende Pomologen, Freunde und Förderer der Obstkunde und Obstzucht, Ulmen, Stuttgart 1877 (=Bibliothek für wissenschaftliche Gartencultur; 2)
- Aus meinem Leben. Eine Autobiographie, Metzger, Ravensburg 1882 (Mit Portrait)
Nachdruck Ulmer, Stuttgart 2005, ISBN 3-8001-4943-5

### Als Herausgeber
- Zeitschrift des Deutschen Pomologen-Vereins hrsg. gemeinsam mit Johann Georg Conrad Oberdieck:
  - Monatsschrift für Pomologie und praktischen Obstbau, 1855–1864
  - Illustrirte Monatshefte für Obst- und Weinbau, 1865–1874
  - Pomologische Monatshefte, 1875–1905
- Illustrirtes Handbuch der Obstkunde / unter Mitwirkung Mehrerer hrsg. von Friedrich Jahn, Eduard Lucas und Johann Georg Conrad Oberdieck. 8 Bände in mehreren Lieferungen mit Ergänzungsbänden, Ebner & Seubert, Stuttgart / [ab Bd. 4:] Dorn, Ravensburg 1859–1883
  - Bd. 1 (1859), Aepfel
  - Bd. 2 (1860), Birnen
  - Bd. 3 (1861), Steinobst
  - Bd. 4 (1865), Aepfel
  - Bd. 5 (1866), Birnen
  - Bd. 6 (1870), Steinobst
  - Bd. 7 (1874)
  - Erg.-Bd. [1] (1868), Zusätze und Berichtigungen zu Band I. und IV. des Illustr. Handbuchs der Obstkunde, enthaltend Beschreibungen von Aepfeln / von Johann Georg Conrad
2. Ausgabe unter Mitwirkung mehrerer Pomologen herausgegeben von Eduard Lucas und Johann Georg Conrad Oberdieck. 8 Bände und Supplement-Bände, Ulmer, Stuttgart 1875 –
  - Bd. 1 (1875), Aepfel Nro. 1-262
  - Bd. 2 (1875), Birnen Nro. 1-263
  - Bd. 3 (1875), Steinobst. Kirschen Nro. 1-109. Pflaumen Nro. 1-117
  - Bd. 4, (1875), Aepfel Nro. 263–541
  - Bd. 5, (1875), Birnen Nro. 264–530
  - Bd. 6, (1875), Steinobst:
  - Bd. 7, (1875), Kirschen Nro. 203–232. Pflaumen Nro. 218–280. Beerenobst. Birnen Nro. 531–625
  - Bd. 8, (1875), Aepfel Nro. 542–689. Birnen Nro. 626–670. Generalregister
  - Suppl.-Bd. (1879): Birnen Nro. 671–762. / bearb. von J. G. C. Oberdieck
  - Erg.-Bd. 1 (1883), Lauche’s Erster Ergänzungsband zu Lucas und Oberdieck’s Illustrirtes Handbuch der Obstkunde / hrsg. im Auftrage des Deutschen Pomologen-Vereins. Bearb. von Wilhelm Lauche. Parey, Berlin 1883
- Abbildungen württembergischer Obstarten / im Auftrag der Königlich Württembergischen Centralstelle für die Landwirthschaft herausgegeben von Eduard Lucas. Ebner & Seubert Stuttgart / [ab T. 2:] Ulmer, Ravensburg 1858

- [Erste Abtheilung] (1858): Eine Sammlung vorzüglicher Apfel- und Birnsorten, ausgewählt bei der vaterländischen Obst- und Traubenausstellung in Cannstatt 1857. Mit 50 Abbildungen in Farbendruck, auf zwölf Tafeln.
- Zweite Abtheilung (1861): Eine Sammlung vorzüglicher Steinobstfrüchte: Kirschen, Pflaumen, Aprikosen und Pfirsiche. Mit 24 Abbildungen in Farbendruck, auf sechs Tafeln.